# Jakob Laub
Jakob Johann Laub (né Jakub Laub le 7 février 1884 à Rzeszów, Autriche - 22 avril 1962 à Fribourg, Allemagne) est un physicien austro-hongrois qui est surtout connu pour sa collaboration avec Albert Einstein lors des premières années de la relativité restreinte. 

## Biographie
Jakob est le fils d'Abraham Laub et Anna Maria Schenborn. Pratiquant du judaïsme, Laub s'est converti au catholicisme et a changé son prénom « Jakub » en « Jakob Johann ». Il fait ses premières études au lycée de Rzeszów en Autriche. Ensuite, il étudie à l'Université de Vienne, à l'Université de Cracovie et à l'Université de Göttingen, où il suit les cours de mathématiques de David Hilbert, Woldemar Voigt, Walther Nernst, Karl Schwarzschild et Hermann Minkowski. Il obtient en 1907 son doctorat en physique de l'université de Wurtzbourg. Immédiatement après, il établit des contacts avec Wilhelm Wien, Arnold Sommerfeld, Johannes Stark et Albert Einstein. Lors d'un voyage à Berne en 1908, il rend visite à Einstein (avec lequel il a maintenu une correspondance écrite) et découvre qu'il est commis au bureau des brevets. En 1909, il collabore avec Philipp Lenard à l'université de Heidelberg. 
En 1911, il émigre en Argentine avec sa femme Ruth Elisa Wendt, où il travaille à l'observatoire de géophysique et d'astronomie à La Plata. Il obtient ensuite un poste clé au département de physique à Buenos Aires. Après avoir accepté la nationalité argentine (prenant le prénom « Jacobo Juan »), il entame une carrière diplomatique pour l'Argentine. En 1947, il retourne en Allemagne. Habitant la ville de Fribourg, il éprouve des problèmes financiers et vend une partie de sa correspondance avec Einstein,,.

## Travaux scientifiques
En 1905, il étudie les rayons cathodiques en collaboration avec Wilhelm Wien. Plus tard, il étudie quelques sujets de la relativité restreinte et rédige en 1907 un important article sur l'optique des corps en mouvement. En 1908, il rédige en collaboration avec Einstein plusieurs articles sur les équations de base en électromagnétisme, lesquelles sont destinées à remplacer l'espace-temps quadridimensionnel d'Hermann Minkowski. En effet, les deux croyaient que le formalisme de Minkowski était par trop complexe. Cependant, d'autres travaux en physique démontreront que l'espace-temps de Minkowski est fondamental au développement de la relativité restreinte. Laub a aussi publié d'autres articles sur les effets relativistes dans les gas. En 1910, il rédige l'une des premières revues des articles sur la relativité. Il a également rédigé d'autres articles scientifiques.

## Publications
- (de) J. Laub, « Über sekundäre Kathodenstrahlen », Annalen der Physik, vol. 328, no 7,‎ 1907, p. 285–300 (DOI 10.1002/andp.19073280708, Bibcode 1907AnP...328..285L, lire en ligne)
- (de) J. Laub, « Zur Optik der bewegten Körper », Annalen der Physik, vol. 328, no 9,‎ 1907, p. 738–744 (DOI 10.1002/andp.19073280910, Bibcode 1907AnP...328..738L, lire en ligne)
- (de) J. Laub, « Zur Optik der bewegten Körper II », Annalen der Physik, vol. 330,‎ 1908, p. 175–184 (DOI 10.1002/andp.19083300113, Bibcode 1908AnP...330..175L)
- (de) A. Einstein et J. Laub, « Über die elektromagnetischen Grundgleichungen für bewegte Körper », Annalen der Physik, vol. 331, no 8,‎ 1908, p. 532–540 (DOI 10.1002/andp.19083310806, Bibcode 1908AnP...331..532E, lire en ligne)
- (de) A. Einstein et J. Laub, « Über die im elektromagnetischen Felde auf ruhende Körper ausgeübten ponderomotorischen Kräfte », Annalen der Physik, vol. 331, no 8,‎ 1908, p. 541–550 (DOI 10.1002/andp.19083310807, Bibcode 1908AnP...331..541E, lire en ligne)
- (de) J. Laub, « Über die durch Röntgenstrahlen erzeugten sekundären Kathodenstrahlen », Annalen der Physik, vol. 331, no 9,‎ 1908, p. 712–726 (DOI 10.1002/andp.19083310903, Bibcode 1908AnP...331..712L, lire en ligne)
- (de) Einstein, A. & Laub, J., « Berichtigung zur Abhandlung: « Über die elektromagnetischen Grundgleichungen für bewegte Körper » », Annalen der Physik, vol. 332, no 11,‎ 1908, p. 232–232 (DOI 10.1002/andp.19083321115, Bibcode 1908AnP...332..232E, lire en ligne)
- (de) J. Laub, « Über den Einfluß der molekularen Bewegung auf die Dispersionserscheinungen in Gasen », Annalen der Physik, vol. 333,‎ 1909, p. 131–141 (DOI 10.1002/andp.19093330107, Bibcode 1909AnP...333..131L)
- (de) Einstein, A. & Laub, J., « Bemerkungen zu unserer Arbeit: « Über die elektromagnetischen Grundgleichungen für bewegte Körper » », Annalen der Physik, vol. 333, no 2,‎ 1909, p. 445–447 (DOI 10.1002/andp.19093330212, Bibcode 1909AnP...333..445E, lire en ligne)
- (de) J. Laub, « Zur Theorie der Dispersion und Extinktion des Lichtes in leuchtenden Gasen und Dämpfen », Annalen der Physik, vol. 334, no 6,‎ 1909, p. 94–110 (DOI 10.1002/andp.19093340608, Bibcode 1909AnP...334...94L, lire en ligne)
- (de) J. Laub, « Über die experimentellen Grundlagen des Relativitätsprinzips », Jahrbuch der Radioaktivität und Elektronik, vol. 7,‎ 1910, p. 405–463
- (de) J. Laub, « Über die Dispersionserscheinungen des Lichtes in beliebig bewegten Körpern », Annalen der Physik, vol. 351, no 5,‎ 1915, p. 705–719 (DOI 10.1002/andp.19153510509, Bibcode 1915AnP...351..705L, lire en ligne)
- (de) J. Laub, « Über die durch Röntgenstrahlen erzeugten Strahlen », Annalen der Physik, vol. 351, no 6,‎ 1915, p. 785–808 (DOI 10.1002/andp.19153510605, Bibcode 1915AnP...351..785L, lire en ligne)